# Bahnhof Akabane
Der Bahnhof Akabane (jap. 赤羽駅, Akabane-eki) ist ein Bahnhof in der japanischen Hauptstadt Tokio. Er wird von der Bahngesellschaft JR East betrieben und ist ein bedeutender Verkehrsknotenpunkt im Norden des Bezirks Kita, nahe der Grenze zur Präfektur Saitama.

## Verbindungen
Akabane ist ein Kreuzungsbahnhof, in dem mehrere Linien der Bahngesellschaft JR East zusammentreffen. Überwiegend dem beschleunigten Pendlerverkehr über mittlere Entfernungen in der Metropolregion dienen die Takasaki-Linie und die Utsunomiya-LInie (eine Teilstrecke der Tōhoku-Hauptlinie). Von Norden her kommend vereinigen sie sich in Akabane und führen über Ueno zum zentralen Bahnhof Tokio, wo sie mit der Tōkaidō-Hauptlinie in Richtung Yokohama und Atami verknüpft werden. Tagsüber gibt es auf beiden Linien einen angenäherten 20-Minuten-Takt, der während der Hauptverkehrszeit verdichtet wird. Weitgehend parallel dazu verläuft auf eigenen Gleisen die dem Nahverkehr vorbehaltene Keihin-Tōhoku-Linie von Ōmiya über Urawa, Akabane und Tokio nach Yokohama sowie daran anschließend auf der Negishi-Linie nach Ōfuna. Tagsüber fahren die Züge alle fünf Minuten, während der Hauptverkehrszeit alle drei bis vier Minuten. Somit werden jede Stunde zwischen 12 und 20 Züge angeboten.
Ebenfalls einen Teil der Takasaki- bzw. der Utsunomiya-Linie nutzt die Shōnan-Shinjuku-Linie, deren Schnellzüge ab Akabane drei- bis sechsmal stündlich über Shinjuku, Ōsaki und Yokohama nach Odawara und Zushi verkehren. Eine weitere Nahverkehrsstrecke ist die Saikyō-Linie von Kawagoe über Ōmiya, Musashi-Urawa, Akabane, Shinjuku und Ōsaki nach Shin-Kiba und Ebina. Die Züge verkehren tagsüber alle sechs bis acht Minuten, während der Hauptverkehrszeit alle drei bis fünf Minuten.
Akabane ist ein bedeutender Knotenpunkt des lokalen und regionalen Busverkehrs. Beidseits des Bahnhofs gibt es je einen Busterminal mit mehreren Haltestellen. Diese werden von drei Dutzend Buslinien der Gesellschaften Kokusai Kyōgyō Bus, Kantō Bus und Toei Bus sowie von Flughafenzubringern und Schnellbussen verschiedener Anbieter bedient. Etwa einen halben Kilometer nördlich befindet sich der U-Bahnhof Akabane-iwabuchi, wo die Namboku-Linie in die Saitama-Schnellbahnlinie übergeht.

## Anlage
Der Bahnhof steht an der Grenze zwischen den Stadtteilen Akabane im Nordosten, Akabaneminami im Südosten und Akabanenishi im Westen, die alle zum Bezirk Kita gehören. Die unmittelbare Umgebung bildet das Geschäftszentrum des Bezirks. Auf der Ostseite befinden sich Supermärkte, Einkaufsstraßen, kleinere Bürogebäude sowie eine überdachte Einkaufsstraße, die für den normalen Straßenverkehr gesperrt ist. Unmittelbar am Westeingang stehen drei größere Geschäftshäuser. Im Nordwesten befindet sich das staatlich geförderte Wohnviertel Akabanedai Danchi, in dem in den 1960er Jahren in 55 Gebäuden über 3000 Wohnungen entstanden. Inzwischen sind dort im Rahmen des Regierungsprogramms „Urban Renaissance“ (UR toshi kikō) weitere Apartmenthäuser errichtet worden.

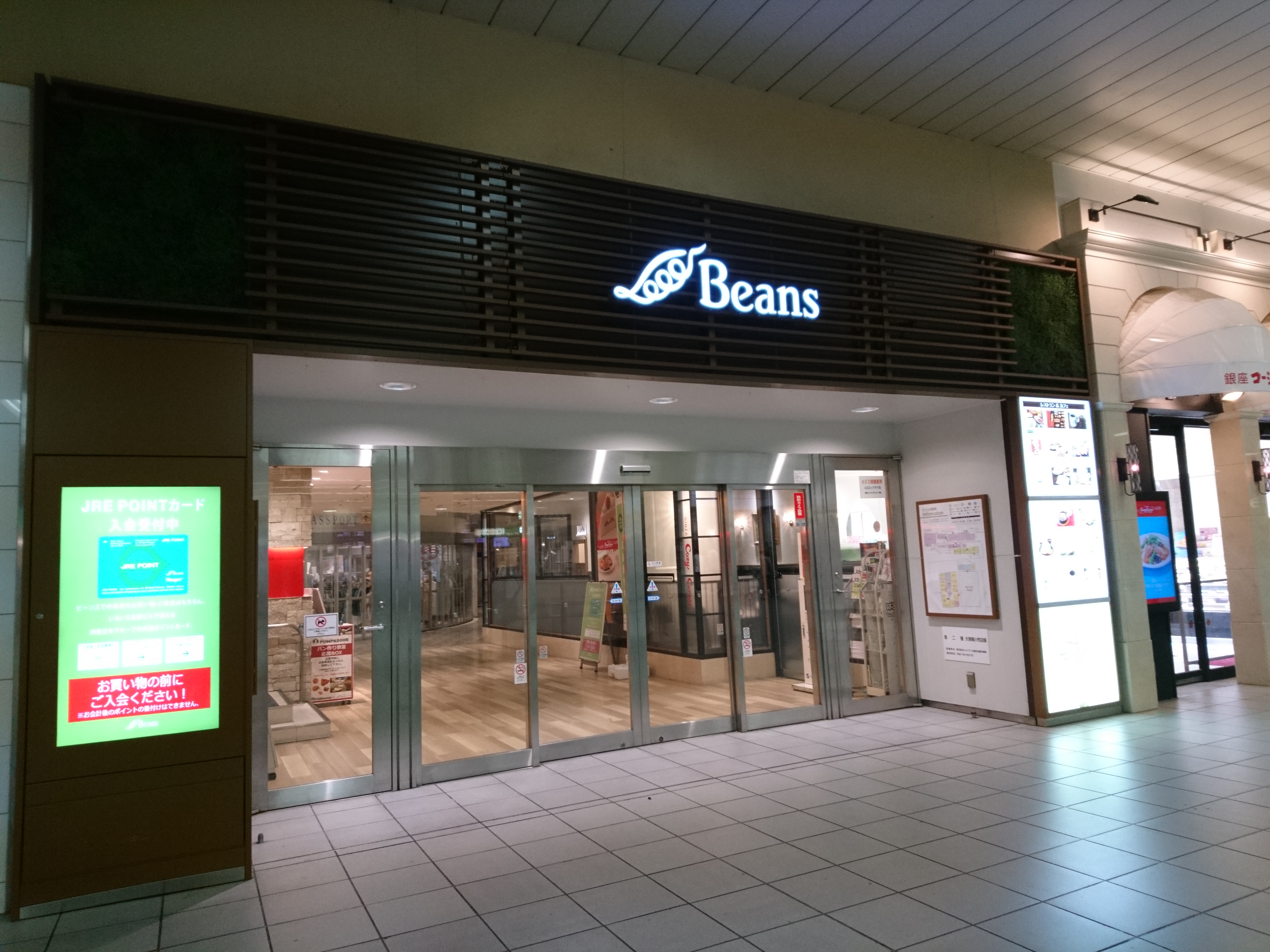
Eingang zum Einkaufszentrum Beans Akabane

Die von Süden nach Norden ausgerichtete Anlage umfasst zehn Gleise, wobei sämtliche hierhin führenden Strecken als Hochbahn trassiert sind. In der Mitte und auf der östlichen Seite des breiten Viadukts nutzen die hier haltenden Züge acht Gleise, die an vier überdachten Mittelbahnsteigen liegen. Die beiden normalspurigen Gleise an der Westseite gehören zur Schnellfahrstrecke Tōhoku-Shinkansen, deren Züge hier durchfahren. Das Empfangsgebäude ist vollständig in den Viadukt integriert, sein Äußeres ist dem nahe gelegenen Iwabuchi-Sperrwerk nachempfunden. Das Erdgeschoss mit zwei Eingangsbereichen am nördlichen und südlichen Ende dient als Verteilerebene. Von dort aus erfolgt der Zugang zu den Bahnsteigen mittels Treppen, Rolltreppen und Aufzügen. Ein Teil der Verteilerebene wird vom Einkaufszentrum Ecute Akabane eingenommen. Ein weiteres Einkaufszentrum namens Beans Akabane erstreckt sich auf einer Länge von rund 350 Metern nordwärts unter dem Viadukt.
Im Fiskaljahr 2019 nutzten durchschnittlich 98.370 Fahrgäste täglich den Bahnhof.

## Bilder

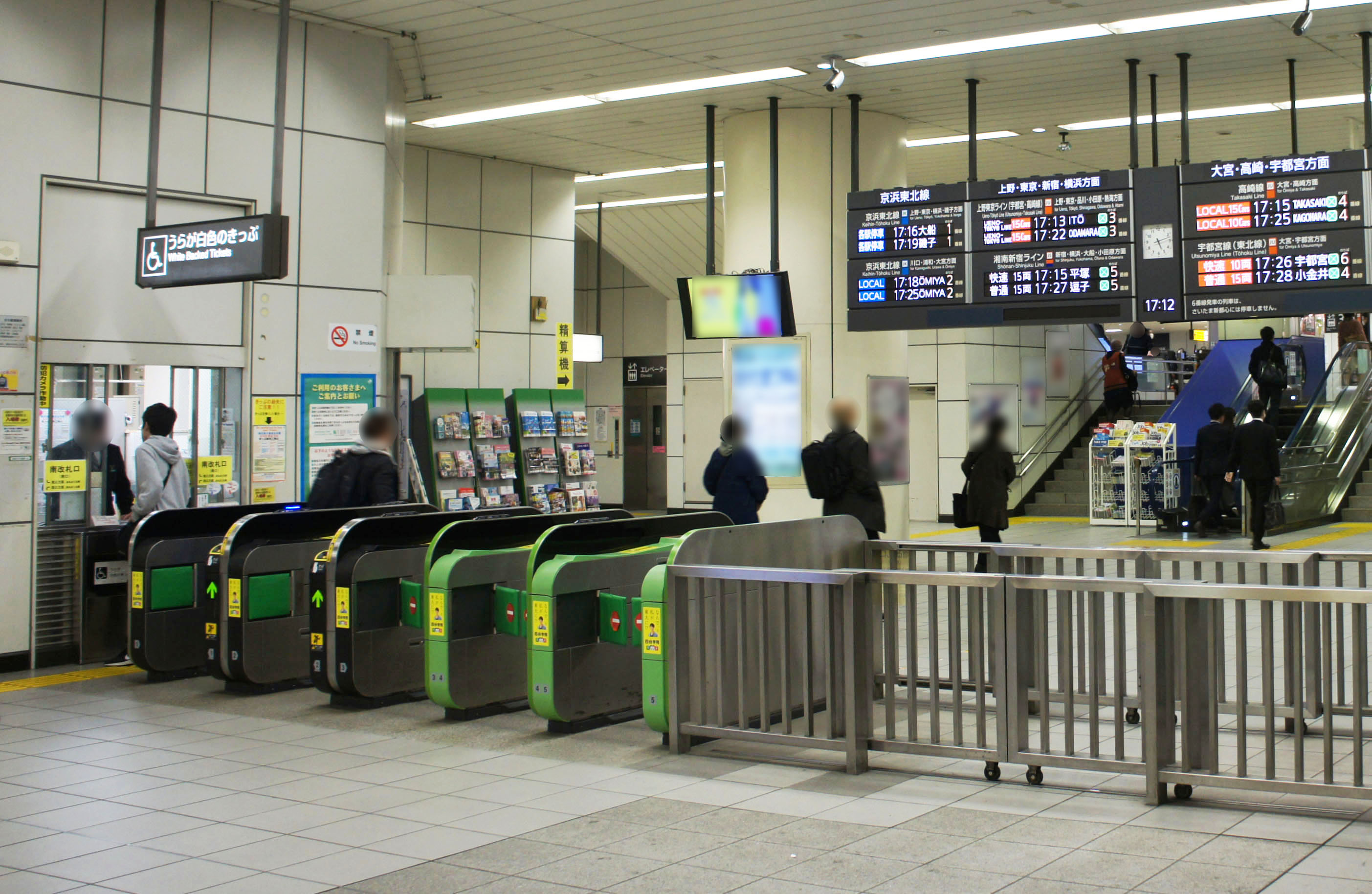
Bahnsteigsperre
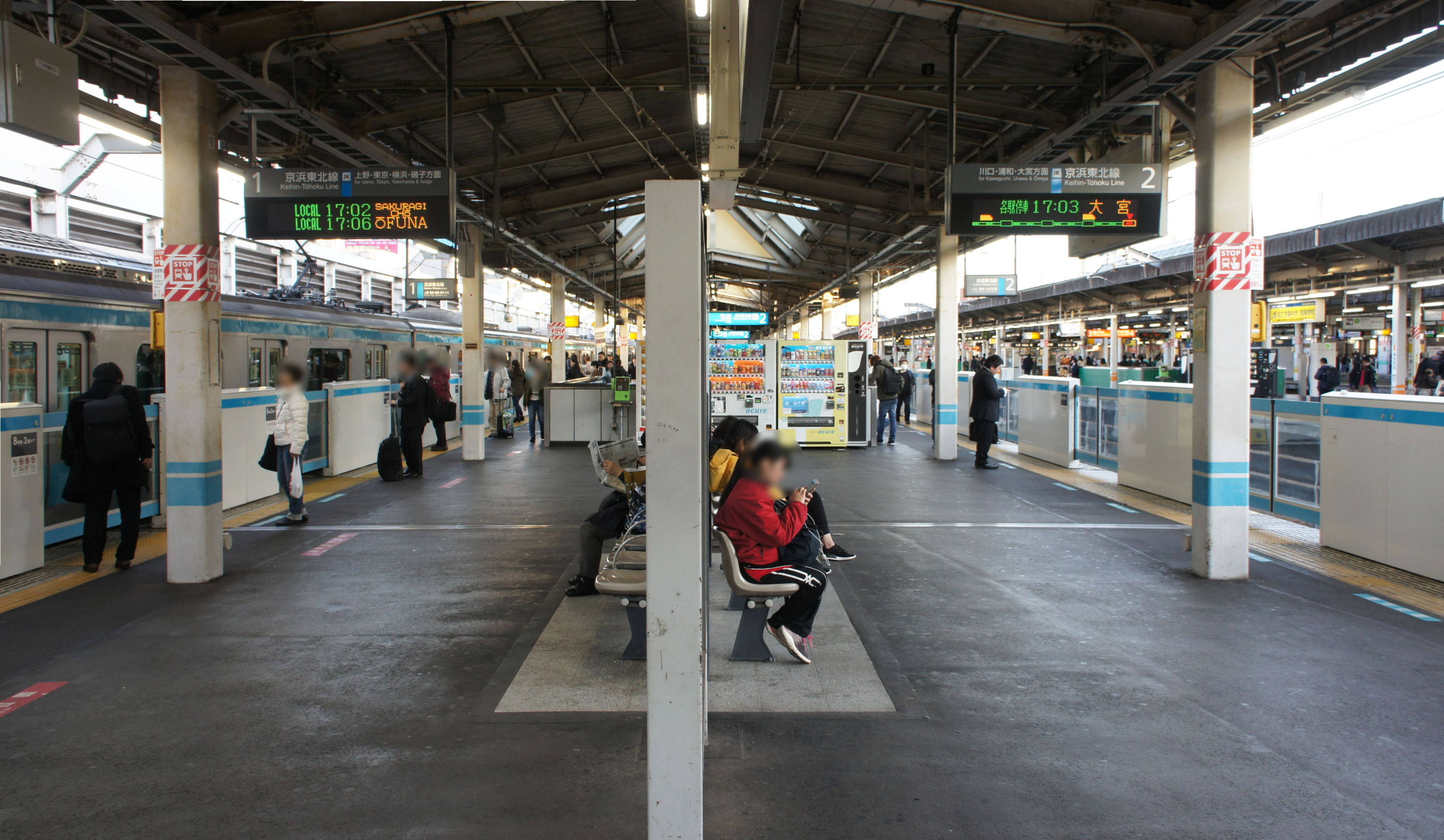
Bahnsteig 1/2
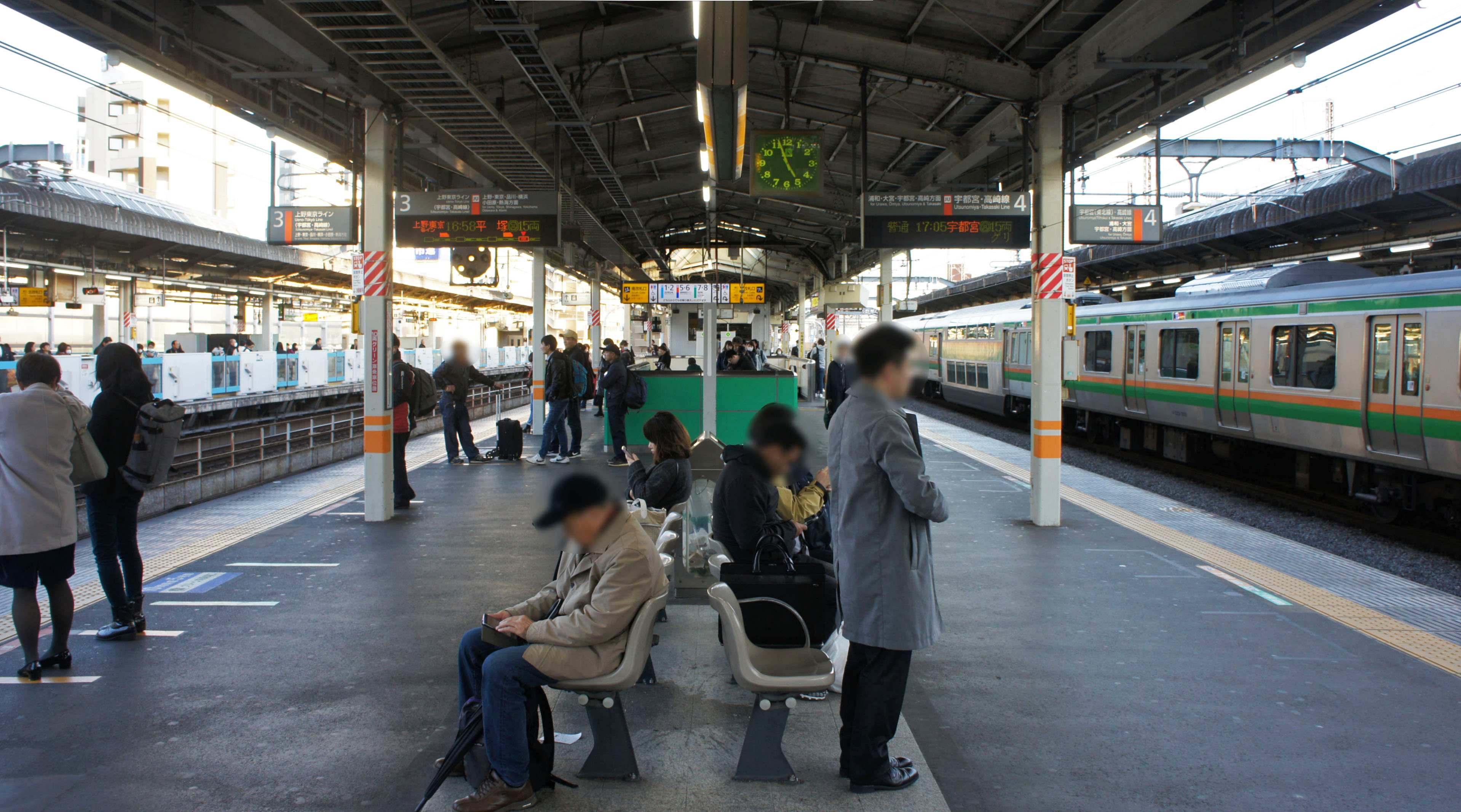
Bahnsteig 3/4
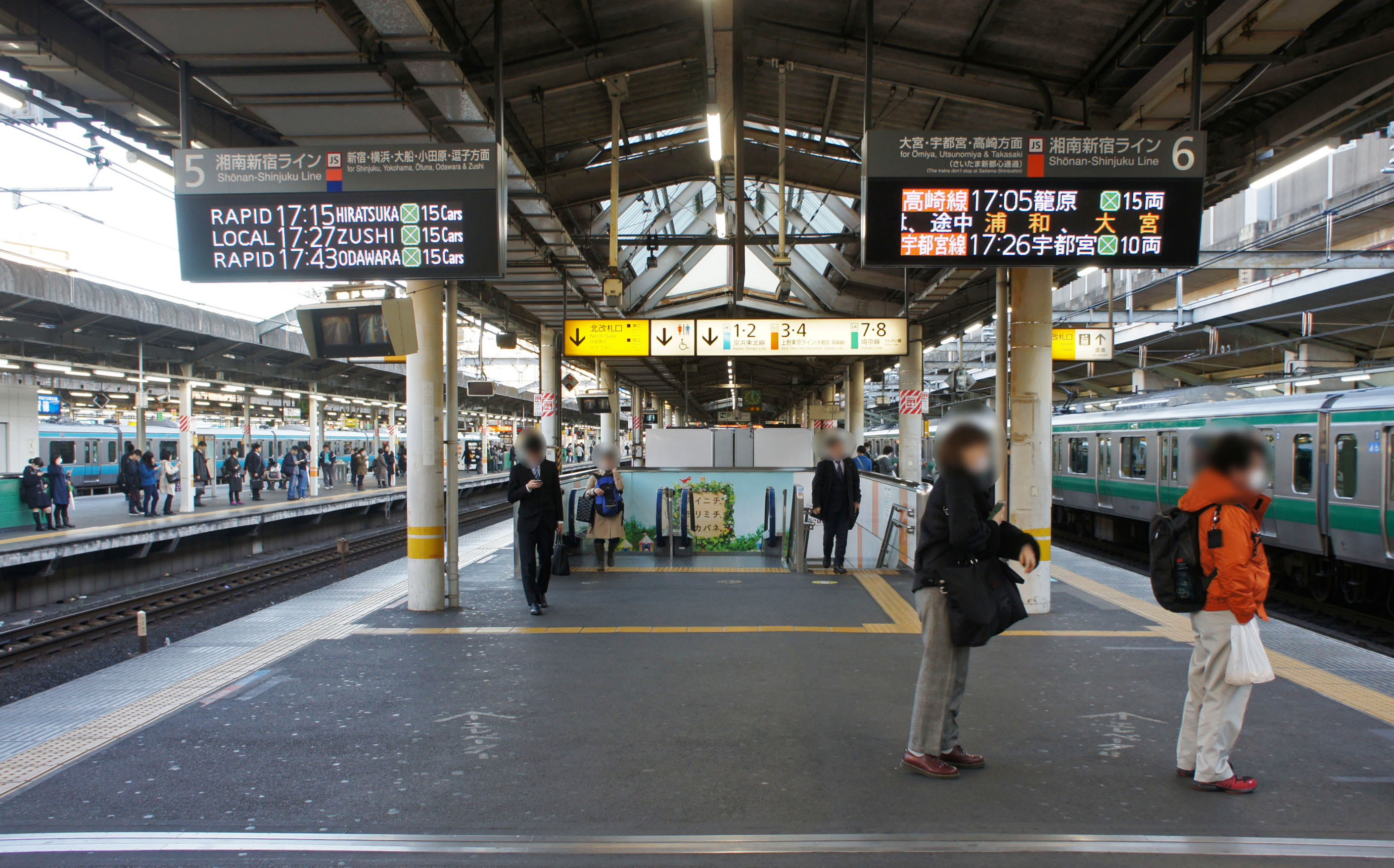
Bahnsteig 5/6
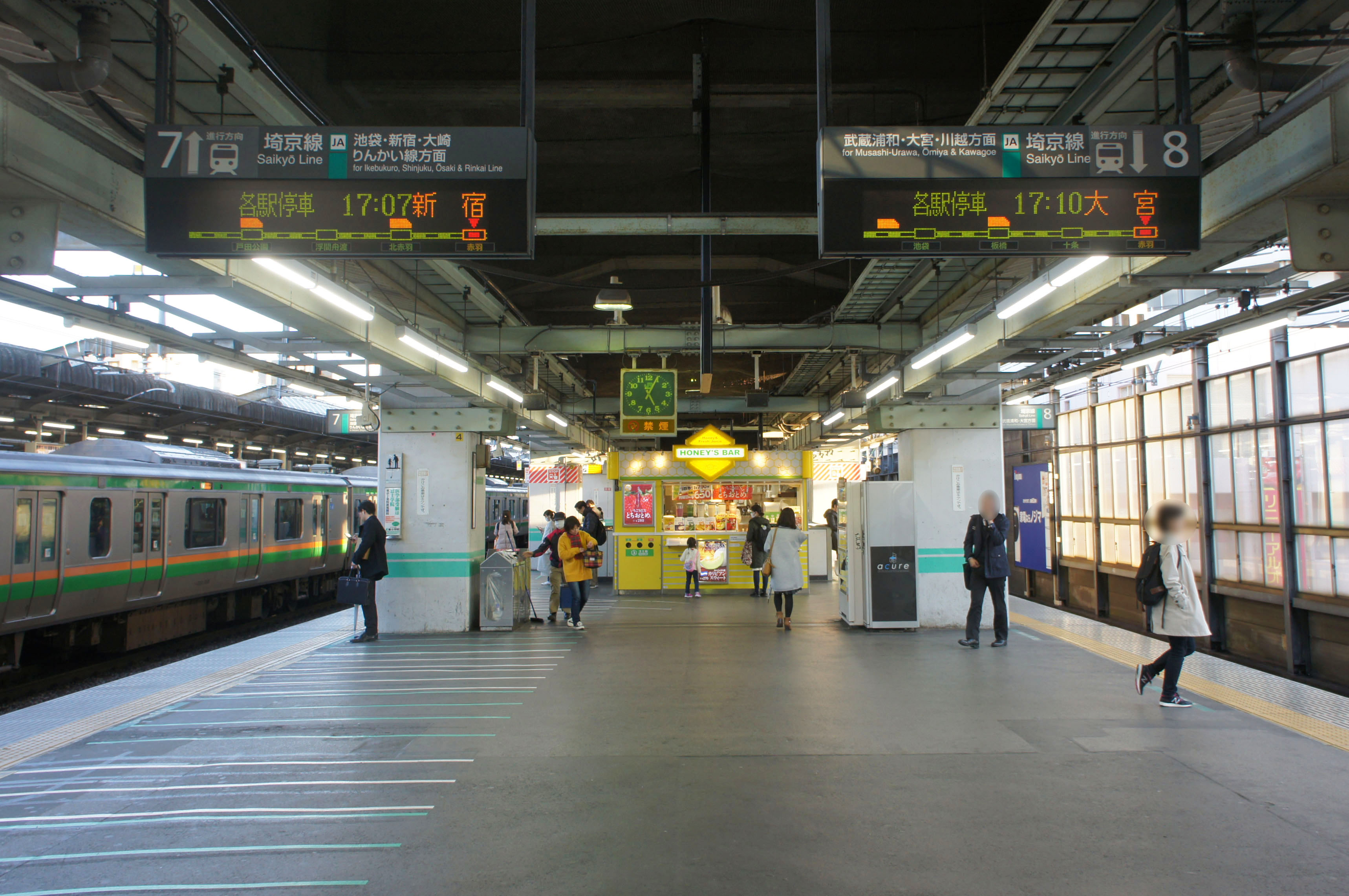
Bahnsteig 7/8

## Gleise
| 1 | ▉ Keihin-Tōhoku-Linie   | Ueno • Tokio • Shinagawa • Kawasaki • Yokohama                   |
| 2 | ▉ Keihin-Tōhoku-Linie   | Urawa • Ōmiya                                                    |
| 3 | ▉ Utsunomiya-Linie      | Ueno • Tokio • Kawasaki • Yokohama • Odawara • Atami             |
| 3 | ▉ Takasaki-Linie        | Ueno • Tokio • Kawasaki • Yokohama • Odawara • Atami             |
| 4 | ▉ Utsunomiya-Linie      | Urawa • Ōmiya • Oyama • Utsunomiya • Kuroiso                     |
| 4 | ▉ Takasaki-Linie        | Urawa • Ōmiya • Kumagaya • Takasaki • Maebashi                   |
| 5 | ▉ Shōnan-Shinjuku-Linie | Ikebukuro • Shinjuku • Yokohama • Ōfuna • Odawara • Zushi        |
| 6 | ▉ Shōnan-Shinjuku-Linie | Ōmiya • Utsunomiya • Takasaki                                    |
| 7 | ▉ Saikyō-Linie          | Ikebukuro • Shinjuku • Ōsaki • Rinkai-Linie / Sōtetsu-Hauptlinie |
| 8 | ▉ Saikyō-Linie          | Musashi-Urawa • Ōmiya • Kawagoe                                  |

## Linien
| Verlauf der Keihin-Tōhoku-Linie / Negishi-Linie |
| --- |
| Ōmiya • Saitama-Shintoshin • Yono • Kita-Urawa • Urawa • Minami-Urawa • Warabi • Nishi-Kawaguchi • Kawaguchi • Akabane • Higashi-Jūjō • Ōji • Kami-Nakazato • Tabata • Nishi-Nippori • Nippori • Uguisudani • Ueno • Okachimachi • Akihabara • Kanda • Tokyo • Yūrakuchō • Shimbashi • Hamamatsuchō • Tamachi • Takanawa Gateway • Shinagawa • Ōimachi • Ōmori • Kamata • Kawasaki • Tsurumi • Shin-Koyasu • Higashi-Kanagawa • Yokohama • Sakuragichō • Kannai • Ishikawachō • Yamate • Negishi • Isogo • Shin-Sugita • Yōkōdai • Kōnandai • Hongōdai • Ōfuna |

| Verlauf der Saikyō-Linie |
| --- |
| Ōsaki • Ebisu • Shibuya • Shinjuku • Ikebukuro • Itabashi • Jūjō • Akabane • Kita-Akabane • Ukima-Funado • Toda-Kōen • Toda • Kita-Toda • Musashi-Urawa • Naka-Urawa • Minami-Yono • Yonohommachi • Kita-Yono • Ōmiya |

| Verlauf der Shōnan-Shinjuku-Linie |
| --- |
| Ōmiya • Urawa • Akabane • Ikebukuro • Shinjuku • Shibuya • Ebisu • Ōsaki • Nishi-Ōi • Musashi-Kosugi • Shin-Kawasaki • Yokohama • Hodogaya • Higashi-Totsuka • Totsuka • Ōfuna • Kita-Kamakura • Kamakura • Zushi |

| Verlauf der Takasaki-Linie |
| --- |
| Tokyo • Ueno • Oku • Akabane • Urawa • Saitama-Shintoshin • Ōmiya • Miyahara • Ageo • Kita-Ageo • Okegawa • Kitamoto • Kōnosu • Kita-Kōnosu • Fukiage • Gyōda • Kumagaya • Kagohara • Fukaya • Okabe • Honjō • Jimbohara • Shinmachi • Kuragano • Takasaki |

| Verlauf der Utsunomiya-Linie |
| --- |
| Tokyo • Ueno • Oku • Akabane • Urawa • Saitama-Shintoshin • Ōmiya • Toro • Higashi-Ōmiya • Hasuda • Shiraoka • Shin-Shiraoka • Kuki • Higashi-Washinomiya • Kurihashi • Koga • Nogi • Mamada • Oyama • Koganei • Jichi-Idai • Ishibashi • Suzumenomiya • Utsunomiya • Okamoto • Hōshakuji • Ujiie • Kamasusaka • Kataoka • Yaita • Nozaki • Nishi-Nasuno • Nasushiobara • Kuroiso |

## Geschichte
Die Nippon Tetsudō, Japans erste private Bahngesellschaft, nahm 1883 den ersten Abschnitt ihrer Stammstrecke von Ueno nach Kumagaya in Betrieb (später Teil der Tōhoku-Hauptlinie und der Takasaki-Linie). Zunächst fuhren die Züge zwei Jahre lang ohne Halt durch, bis zur Eröffnung des Bahnhofs Akabane am 1. März 1885. Grund dafür war die Inbetriebnahme der hier abzweigenden Strecke in Richtung Ikebukuro am selben Tag. Dieser Streckenabschnitt war betrieblich zunächst ein Zweig der Yamanote-Linie und ermöglichte einen Anschluss in Richtung Yokohama. Er war damals vor allem für den Güterverkehr von großer Bedeutung, später bildete er die Akabane-Linie. Akabane wiederum entwickelte sich zu einem der wichtigsten Bahnhöfe der Nippon Tetsudō. Als Folge des Eisenbahnverstaatlichungsgesetzes ging ihr Streckennetz am 1. November 1906 an das Eisenbahnamt (das spätere Eisenbahnministerium) über. Am 1. November 1928 wurde die elektrifizierte Keihin-Tōhoku-Linie vom bisherigen Endpunkt Tokio nach Akabane verlängert. Die anschließende Elektrifizierung der Tōhoku-Hauptlinie machte es am 1. September 1932 möglich, den elektrischen Vorortsverkehr bis nach Ōmiya auszudehnen.

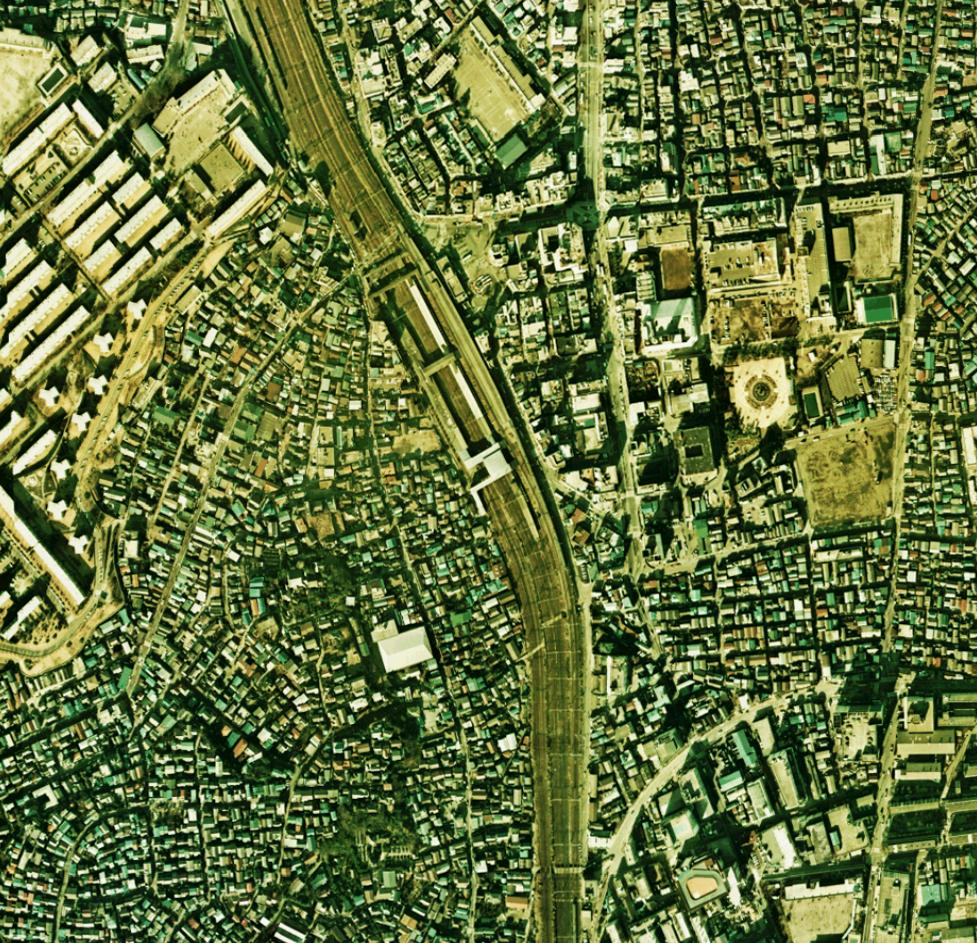
Luftansicht (1974)

Als Folge langwieriger Auseinandersetzungen zwischen der Japanischen Staatsbahn und den Gewerkschaften während der Shuntō-Tarifverhandlungen von 1973 war Akabane am Abend des 24. April 1973 (gut fünf Wochen nach dem „Ageo-Zwischenfall“) der Ausgangspunkt gewaltsamer Ausschreitungen aufgebrachter Fahrgäste gegen die Streikmaßnahmen der Bahnangestellten. Wegen zahlreicher ausgefallener und verspäteter Züge waren rund 6000 Fahrgäste im Bahnhof Akabane gestrandet. Einige von ihnen wurden gegen die Angestellten handgreiflich, demolierten die Einrichtung und setzten sogar einen festsitzenden Zug in Brand. Die Ausschreitungen griffen auf insgesamt 38 Bahnhöfe in Tokio über und brachten den Bahnverkehr bis zum Ende des folgenden Tages zum Erliegen. Aus Rationalisierungsgründen stellte die Staatsbahn am 25. Februar 1976 den Güterumschlag ein.
Im Oktober 1978 begannen die Bauarbeiten am Abschnitt Ōmiya–Ueno der Schnellfahrstrecke Tōhoku-Shinkansen. Dies erforderte umfangreiche Bauarbeiten im Bahnhof Akabane, darunter die Verlegung der Akabane-Linie auf einen Viadukt. Anhaltende Proteste von Anwohnern, die insbesondere hohe Lärmemissionen befürchteten, hatten das Schnellbahnprojekt bereits um mehrere Jahre verzögert. Als eine Art Kompensation entstand ab 1982 parallel dazu eine zusätzliche Entlastungsstrecke für den Vorortsverkehr von Akabane über Musashi-Urawa nach Ōmiya. Der Viadukt konnte am 2. März 1983 erstmals befahren werden. Die verlängerte Tōhoku-Shinkansen nahm ihren Betrieb am 14. März 1985 auf. Am 30. September desselben Jahres führte die Staatsbahn die neue Saikyō-Linie ein, die seither die Trasse der Akabane-Linie und die neue Strecke nach Ōmiya nutzt. Am 1. November 1986 erfolgte die Einstellung der Gepäckaufgabe und im Rahmen der Staatsbahnprivatisierung ging der Bahnhof am 1. April 1987 in den Besitz der neuen Gesellschaft JR East über.
Rund um den Bahnhof gab es zu jener Zeit mehrere höhengleiche Bahnübergänge, die den Straßenverkehr in zunehmendem Maße behinderten. 1990 begann die Umsetzung eines umfangreichen Projekts zur Anhebung sämtlicher Gleise. Die Arbeiten an der Hochbahn dauerten rund acht Jahre und waren am 6. Dezember 1998 abgeschlossen. Im März 2017 wurden die ersten Bahnsteigtüren installiert. Von Oktober bis Dezember 2018 fand auf Bahnsteig 5/6 ein Test zum Betrieb eines auf künstlicher Intelligenz basierenden unbemannten Kiosks statt.